# Floyd Crosby
Floyd (Delafield) Crosby (parfois crédité Floyd D. Crosby), A.S.C., né le 12 décembre 1899 à New York (État de New York) et mort le 30 septembre 1985 à Ojai (Californie), est un directeur de la photographie américain. 

## Biographie
Au cinéma, Floyd Crosby débute comme chef opérateur en 1931, sur l'ultime réalisation de Friedrich Wilhelm Murnau, Tabou. Il remplace sur ce film Robert Flaherty, avec qui Friedrich Wilhelm Murnau ne s'entend plus. Au total, il contribue à une centaine de films américains (dont des documentaires et des westerns), le dernier en 1967. S'y ajoutent deux films israéliens, sortis respectivement en 1947 et 1964 (le second est Sallah Shabati, avec Chaim Topol).
En particulier, il travaille sur plusieurs films de Roger Corman, notamment La Chute de la maison Usher (1960, avec Vincent Price et Mark Damon) et Le Corbeau (1963, avec Vincent Price, Peter Lorre et Boris Karloff). Mentionnons aussi sa collaboration avec les réalisateurs Robert Parrish (L'Aventurier du Rio Grande en 1959, avec Robert Mitchum et Julie London), John Sturges (Le Vieil Homme et la Mer en 1958, avec Spencer Tracy), ou encore Fred Zinnemann (ex. : Le train sifflera trois fois en 1952, avec Gary Cooper et Grace Kelly), entre autres.
À la télévision, Floyd Crosby est directeur de la photographie sur dix séries (de 1954 à 1962) et un téléfilm (en 1955).
Son premier film, Tabou, lui permet de gagner en 1931 l'Oscar de la meilleure photographie. Et en 1953, un Golden Globe lui est décerné pour Le Train sifflera trois fois.

### Famille
Floyd Crosby est le père du musicien David Crosby.

## Filmographie partielle

### Au cinéma
Films américains, sauf mention contraire

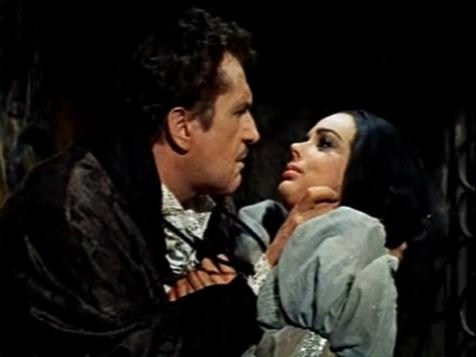
Prise de vue pour La Chambre des tortures (1961) : Vincent Price et Barbara Steele.

- 1931 : Tabou (Tabu) de Friedrich Wilhelm Murnau
- 1938 : Dr. Rhythm de Frank Tuttle
- 1940 : The Power and the Land de Joris Ivens (court métrage documentaire)
- 1940 : The Fight for Life de Pare Lorentz
- 1942 : La Terre (The Land) de Robert Flaherty (documentaire)
- 1949 : Roseanna McCoy d'Irving Reis et Nicholas Ray
- 1951 : Enchantement musical (Of Men and Music) d'Alexander Hammid et Irving Reis (documentaire)
- 1951 : La Corrida de la peur (The Brave Bulls) de Robert Rossen
- 1952 : Le train sifflera trois fois (High Noon) de Fred Zinnemann
- 1953 : The Steel Lady d'Ewald André Dupont
- 1953 : Tant qu'il y aura des hommes (From Here to Eternity) de Fred Zinnemann
- 1953 : Man in the Dark (en) de Lew Landers
- 1954 : The Fast and the Furious de John Ireland et Edward Sampson
- 1955 : Hell's Horizon de Tom Gries
- 1955 : Cinq Fusils à l'ouest (Five Guns West) de Roger Corman
- 1955 : La Femme apache (Apache Woman) de Roger Corman
- 1955 : Oklahoma ! de Fred Zinnemann
- 1957 : L'Attaque des crabes géants (Attack of the Crab Monster) de Roger Corman
- 1957 : Rock All Night de Roger Corman
- 1957 : Reform School Girl (en) d'Edward Bernds
- 1957 : L'Or des Cheyennes (en) (Ride Out for Revenge) de Bernard Girard
- 1958 : Le Crâne hurlant (The Screaming Skull) d'Alex Nicol
- 1958 : Teenage Cave Man de Roger Corman
- 1958 : Mitraillette Kelly (Machine Gun Kelly) de Roger Corman
- 1958 : Gangster no 1 (I Mobster) de Roger Corman
- 1958 : Suicide Battalion d'Edward L. Cahn
- 1958 : Hot Rod Gang (en) de Lew Landers
- 1958 : Le Vieil Homme et la Mer (The Old Man and the Sea) de John Sturges
- 1958 : Aventuriers des îles (She-Gods of Shark Reef) de Roger Corman
- 1958 : The Cry Baby Killer de Jus Addiss
- 1959 : L'Aventurier du Rio Grande (The Wonderful Country) de Robert Parrish
- 1959 : Crime and Punishment, USA de Denis Sanders
- 1959 : Blood and Steel de Bernard L. Kowalski
- 1960 : Twelve Hours to kill d'Edward L. Cahn
- 1960 : Walk Tall (en) de Maury Dexter
- 1960 : La Chute de la maison Usher (House of Usher) de Roger Corman
- 1960 : Les Pillards de la forêt (Freckles) d'Andrew V. McLaglen
- 1961 : Traquées par les Japs (Seven Women from Hell) de Robert D. Webb
- 1961 : La Chambre des tortures (The Pit and the Pendulum) de Roger Corman
- 1961 : Operation Bottleneck de Edward L. Cahn
- 1961 : The Little Shepherd of Kingdom Come d'Andrew V. McLaglen
- 1961 : Marée nocturne (Night Tide) de Curtis Harrington
- 1961 : The Explosive Generation (en) de Buzz Kulik
- 1961 : The Purple Hills (en) de Maury Dexter
- 1962 : L'Empire de la terreur (Tales of Terror) de Roger Corman
- 1962 : Terror at Black Falls (en) de Richard C. Sarafian
- 1962 : L'Enterré vivant (Premature Burial) de Roger Corman
- 1962 : The Broken Land de John A. Bushelman
- 1963 : The Yellow Canary (en) de Buzz Kulik
- 1963 : Duel sur le circuit (The Young Racers) de Roger Corman
- 1963 : Le Corbeau (The Raven) de Roger Corman
- 1963 : La Malédiction d'Arkham (The Haunted Palace) de Roger Corman
- 1963 : L'Horrible Cas du docteur X (X : The Man with the X-Ray Eyes) de Roger Corman
- 1964 : Pajama Party de Don Weis
- 1964 : Sex and the College Girl de Joseph Adler (en)
- 1964 : Le croque-mort s'en mêle (The Comedy of Terrors) de Jacques Tourneur
- 1964 : Sallah Shabati (סאלח שבתי) d'Ephraim Kishon (film israélien)
- 1964 : Raiders from Beneath the Sea (en) de Maury Dexter
- 1965 : Indian Paint (en) de Norman Foster
- 1965 : Deux Cinglés à l'armée (Sergeant Dead Head) de Norman Taurog
- 1966 : Fireball 500 (en) de William Asher

### À la télévision (séries)
- 1959 : Maverick, Saison 3, épisode 10 Easy Mark de Lew Landers et épisode 12 Trooper Maverick de Richard L. Bare
- 1960 : Au nom de la loi (Wanted : Dead or Alive), Saison 2, épisode 30 L'Héritier (The Inheritance)
- 1962 : C'est arrivé à Sunrise (Bus Stop), Saison unique, épisode 20 Put your Dreams away de Ted Post et épisode 22 The Ordeal of Kevin Brooke de James B. Clark

## Récompenses
- 1931 : Oscar de la meilleure photographie, pour Tabou
- 1953 : Golden Globe de la meilleure photographie, catégorie noir et blanc, pour Le train sifflera trois fois